# Heri Joensen
Heri Joensen (ur. 21 lutego 1973 w Thorshavn) – farerski gitarzysta i wokalista, współzałożyciel oraz lider zespołów: Týr (1998) i Heljareyga (2009). Zarówno w jednym, jak i w drugim zespole Joensen pełni rolę głównego autora słów i muzyki.

## Kariera muzyczna
Swoją pierwszą gitarę elektryczną wraz ze wzmacniaczem Heri Joensen kupił w sklepie muzycznym w rodzimym Thorshavn, kiedy miał 14 lat. Jedynym jego wcześniejszym doświadczeniem z muzyką była nauka gry na flecie w szkole.
Pierwszym zespołem, w jakim zagrał był Cruiser, przemianowany po dwóch koncertach i roszadach w składzie na Wolfgang. Zespół ten tworzyły między innymi trzy osoby - poza Joensenem, był to basista Gunnar H. Thomsen oraz perkusista Kári Streymoy. Wolfgang zakończył swoją działalność po krótkiej trasie koncertowej na Wyspach Owczych.
Kiedy Joensen miał 24 lata wyjechał na studia muzyczne do Kopenhagi. Tam też poznał dawnych kolegów z zespołu - Thomsena i Streymoya i razem, w roku 1998 postanowili założyć zespół Týr, którego liderem i gitarzystą do dziś jest Joensen. Początkowo rola wokalisty przypadła innym muzykom: Pólowi Arniemu Holmowi (1998–2002, demo Týr oraz album How Far to Asgaard) oraz Allanowi Streymoyowi (singiel Ólavur Riddararós), jednak od wydania albumu Eric the Red (2003) Joensen jest głównym wokalistą tej grupy.
Studia muzyczne Heri zakończył w roku 2003 w zakresie teorii muzyki oraz gry na gitarze.
Joensen jest także jednym z założycieli, wokalistą i gitarzystą grupy Heljareyga powstałej w 2009 roku. Informacje o nowym zespole pojawiały się już wcześniej, jednak pierwsza oficjalna nota na ten temat ukazała się blogu Joensena na MySpace 20 sierpnia 2009 roku. Zespół tworzy, poza Herim, tworzy czterech młodszych muzyków: Amon Djurhuus, Ken Johannesen, Ísak Petersen oraz John Ivar Venned.
W roku 2009 wystąpił gościnnie w utworze Vandraren fińskiej grupy Ensiferum. Jest to bonusowy utwór na albumie From Afar.

## Życie prywatne
Choć urodził się w Tórshavn, Heri wychowywany był w niewielkiej miejscowości. Kiedy miał siedemnaście lat, wraz z rodziną przeniósł się do Runavík, skąd wyprowadził się do Kopenhagi na czas studiów, jednak po ich skończeniu, w 2003 roku powrócił na Wyspy Owcze. Obecnie mieszka w Hamburgu, gdzie udziela lekcji gry na gitarze.
Joensen do swoich zainteresowań zalicza: nordycką mitologię oraz historię średniowieczną i starożytną.

## Dyskografia

### zTýrem
- Týr (2000) – gitara elektryczna, chór
- How Far to Asgaard (2002) – gitara elektryczna
- Eric the Red (2003/2006) – gitara elektryczna, wokal
- Ragnarok (2006) – gitara elektryczna, wokal
- Land (2008) – gitara elektryczna, wokal
- By the Light of the Northern Star (2009) – gitara elektryczna, wokal
- The Lay of Thrym (2011) – gitara elektryczna, wokal

### zHeljareygą
- Heljareyga (2010) – gitara elektryczna, wokal

### Gościnnie
- From Afar (Ensiferum, 2009) – wokal w Vandraren
- Back Through Time (Alestorm, 2011) – solówka gitarowa w Barrett's Privateers